# 太田天神山古墳
太田天神山古墳（おおたてんじんやまこふん）は、群馬県太田市内ケ島町にある古墳。形状は前方後円墳。国の史跡に指定されている（指定名称は「天神山古墳」）。
東日本では最大、全国では第28位の規模の古墳で、東日本では墳丘長が200メートルを超す唯一の古墳として知られる。別称を「男体山古墳」とも。

## 概要
群馬県東部、太田市中心部の標高40メートルほどの台地の東端部に築造された巨大前方後円墳である。くびれ部には天満宮の祠が鎮座し、「天神山古墳」の古墳名は同神社に由来する。後円部の裾を県道2号線（東国文化歴史街道）が、前方部外堀部分を東武小泉線が横断するものの、墳丘・内堀の大部分は良好な状態で残されている。
墳形は前方後円形で、前方部を南西方に向ける。墳丘は3段築成。墳丘長は約210メートルを測るが、これは東日本では最大規模になる。墳丘外表には葺石が認められる。また墳丘周囲には2重の周濠が巡らされているほか、陪塚2基を付設する（うち1基は推定）。周濠を含む全域は364メートル×288メートルにも及ぶ。埋葬施設はすでに盗掘を受けているが、未調査のため、長持形石棺の使用が知られるほかは不詳。
この太田天神山古墳は、出土埴輪・土師器から古墳時代中期の5世紀前半から中期頃（第II四半世紀）の築造と推定される。長持形石棺は畿内王墓に特有の石棺であり、その使用から被葬者とヤマト王権との強いつながりが想定される。また北東300メートルには女体山古墳（帆立貝形古墳、国の史跡）があり、両古墳は基準尺・方位の点で同一企画下にあることが知られる。上毛野地域（かみつけの：現・群馬県域）では、天神山古墳登場以前までは東毛の首長（別所茶臼山古墳）と西毛の首長（浅間山古墳・白石稲荷山古墳）とが個々に存在したが、東毛の首長が伸長し、ヤマト王権の後ろ盾のもと上毛野地域全体に及ぶ支配を確立して築造した古墳と位置づけられる。
本古墳は、1938年（昭和13年）の『上毛古墳綜覧』では「九合村69号墳」として登載される。古墳域は1941年（昭和16年）1月27日に「天神山古墳」として国の史跡に指定されている。

## 遺跡歴
- 元文3年（1738年）4月、幕府に提出された「新田金山石棺御尋聞書」に石棺の記録[8]。
- 1941年（昭和16年）1月27日、国の史跡に指定[7]。
- 1957年（昭和32年）8月、墳丘の測量調査（梅沢重昭ら明治大学関係者）[8]。
- 1965年（昭和40年）、内堀の発掘調査（太田市教育委員会）[8]。
- 1970年（昭和45年）
  - 6月20日-7月1日、測量調査（群馬県教育委員会）[8]。
  - 11月30日-12月9日、周堀部の発掘調査（群馬県教育委員会）[8]。
- 1979年（昭和54年）、南東側中堤部での送電鉄塔建設に伴う発掘調査（太田市教育委員会）[8]。
- 1982年（昭和57年）、後円部北側での民家造成に伴う外堀の発掘調査（太田市教育委員会）[8]。
- 1989年度（平成元年度）、外堀想定線の確認調査（太田市教育委員会）[8]。
- 1993年（平成5年）、後円部西側中堤部での民家造成に伴う発掘調査。中堤上で円筒埴輪列を発見（太田市教育委員会）[8]。
- 1994年度（平成6年度）、民家造成に伴う外堀東端部の調査（太田市教育委員会）[8]。
- 1995年度（平成7年度）、南方での小泉線高架化に伴う事前調査。外堀南端を確定（群馬県教育委員会）[8]。

## 墳丘

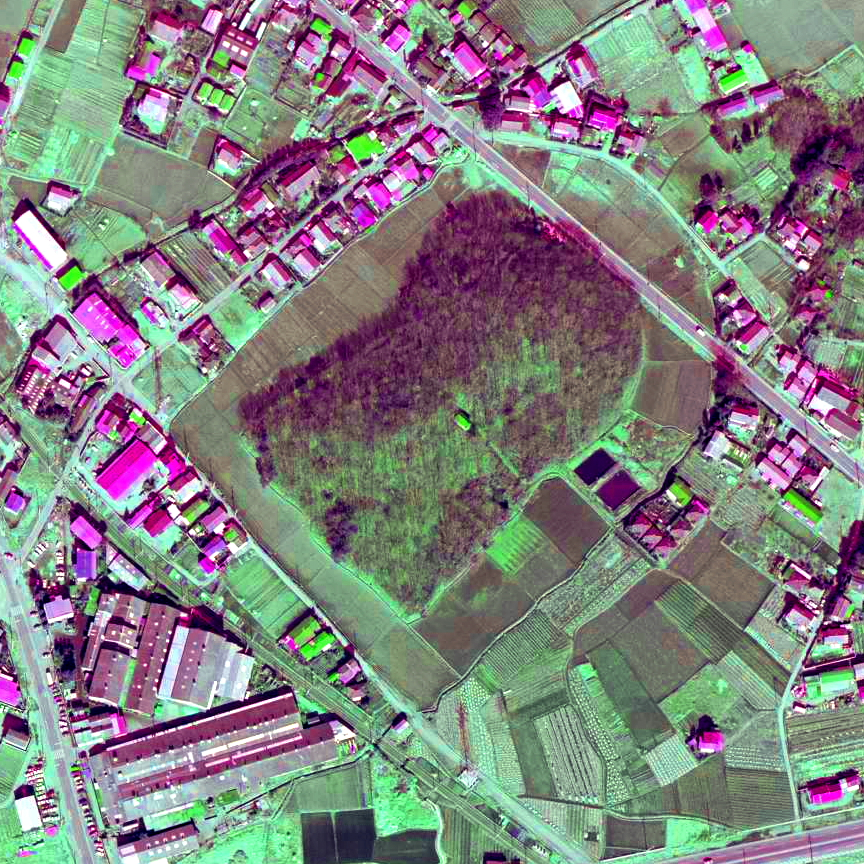
太田天神山古墳の空中写真（1975年）
ステレオ写真はこちら

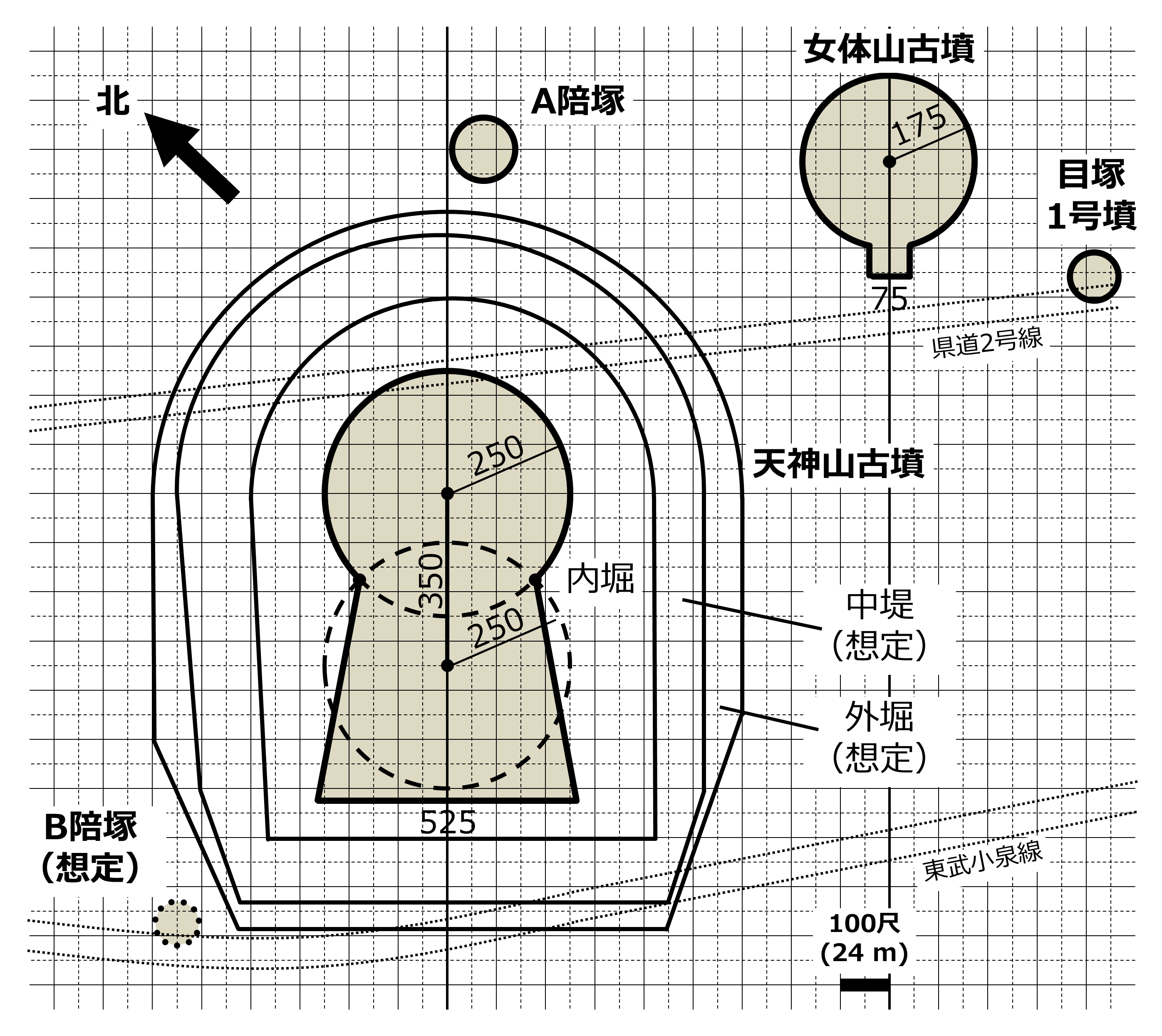
古墳配置概略図数字は晋尺（1尺は24センチメートル）。

墳丘の規模は次の通り。
- 古墳全域
  - 長軸長さ：364メートル
  - 後円部側幅：288メートル
  - 前方部側幅：242メートル
- 墳丘
  - 墳丘長：210メートル
  - 後円部 - 3段築成。
    - 直径：120メートル
    - 墳頂部平坦面直径：24メートル
    - 高さ：16.5メートル

  - 前方部 - 3段築成。
    - 前端幅：126メートル
    - 高さ：約12メートル
- 内堀 - 楯形。最深で1.2メートル。
  - 後円部後方：幅36メートル
  - 前方部前面：幅24メートル
- 中堤（ちゅうてい）
  - 後円部後方：幅31メートル
  - 前方部前面：幅24メートル
- 外堀 - 馬蹄形。
  - 後円部後方：幅9メートル
  - くびれ部側方：幅17メートル
  - 前方部前面：幅6メートル

墳丘主要部位の計測値の公約数は2.4メートルであることから、中国の晋で永寧2年（302年）に定められた「晋尺」（骨尺とも、1尺 = 24センチメートル）を使用して、25尺（6メートル）を基準尺としたと推測される。上毛野地域ではこの晋尺の使用が多く、天神山古墳以前の築造の浅間山古墳・大鶴巻古墳・別所茶臼山古墳・朝子塚古墳においても使用が推定される。しかし設計企画においては、浅間山古墳が佐紀陵山古墳（奈良県奈良市）の5分の4相似形であるのに対し、天神山古墳は誉田御廟山古墳（大阪府羽曳野市）の2分の1相似形であり、佐紀王権でなく河内王権と結んだ意味で天神山古墳以前の古墳とは一線を画している。
墳丘のうち後円部墳頂には盗掘に伴う陥没があるほか、前方部には戦時の空襲等による変形が認められる。墳丘外表には、渡良瀬川水系の川原石を用いた直径20センチメートル程度の葺石が葺かれている。また、東西のくびれ部には造出の存在可能性が指摘され、東側くびれ部からは水鳥形埴輪（頭部のみ）が検出されている。墳丘は3重（基段・中段・墳頂）の円筒埴輪で囲まれ、さらに中堤・外堤にも円筒埴輪列が確認されている。加えて、内堀東側には中島があった可能性が指摘される。
北東には隣接して帆立貝形古墳の女体山古墳が築造されているが、天神山古墳と女体山古墳とは主軸方向が一致し、その間隔・スケールにも25晋尺が使用されていることから、両古墳はほぼ同時の設計になると見られている。

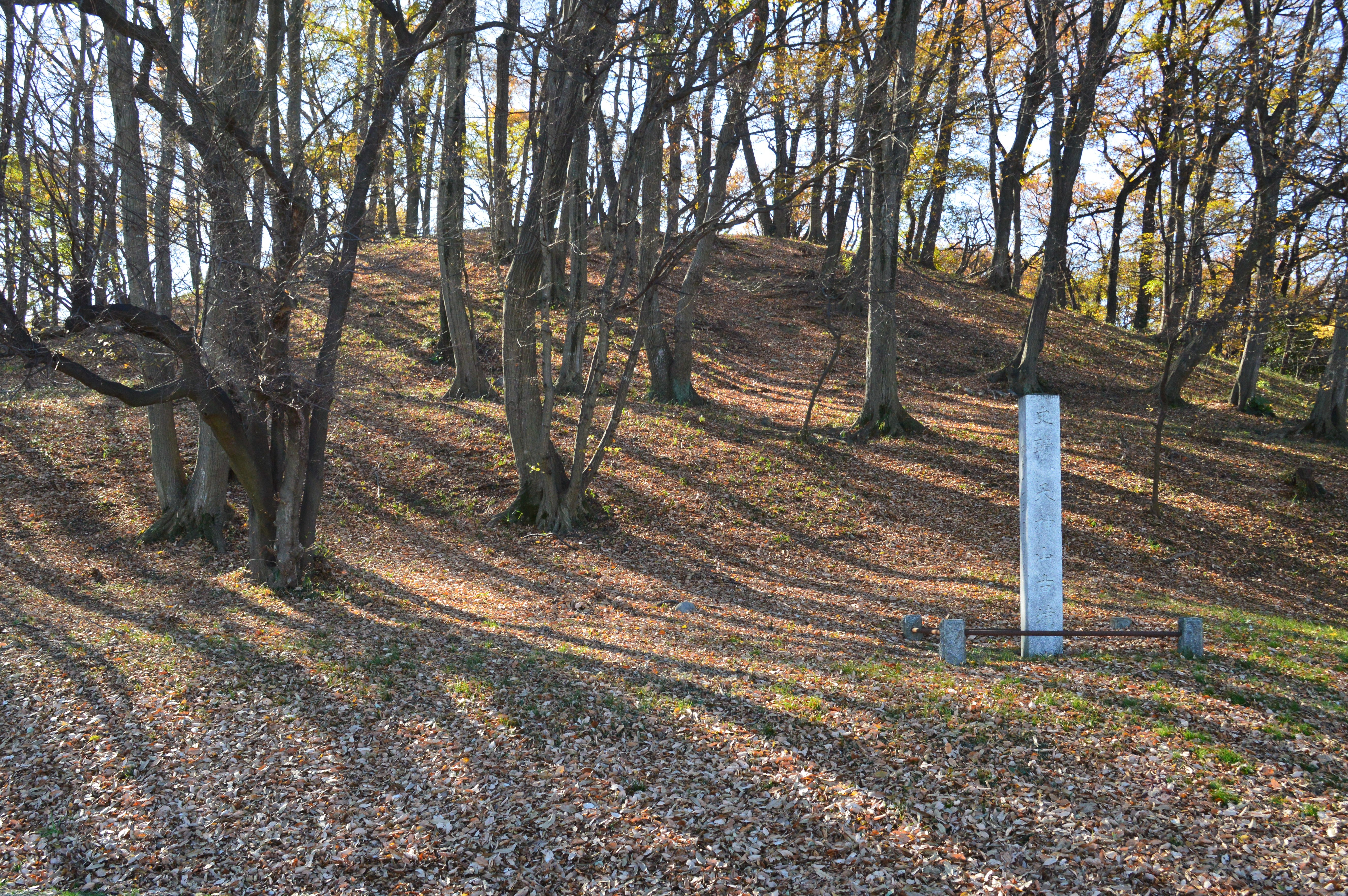
後円部 墳丘は3段築成。
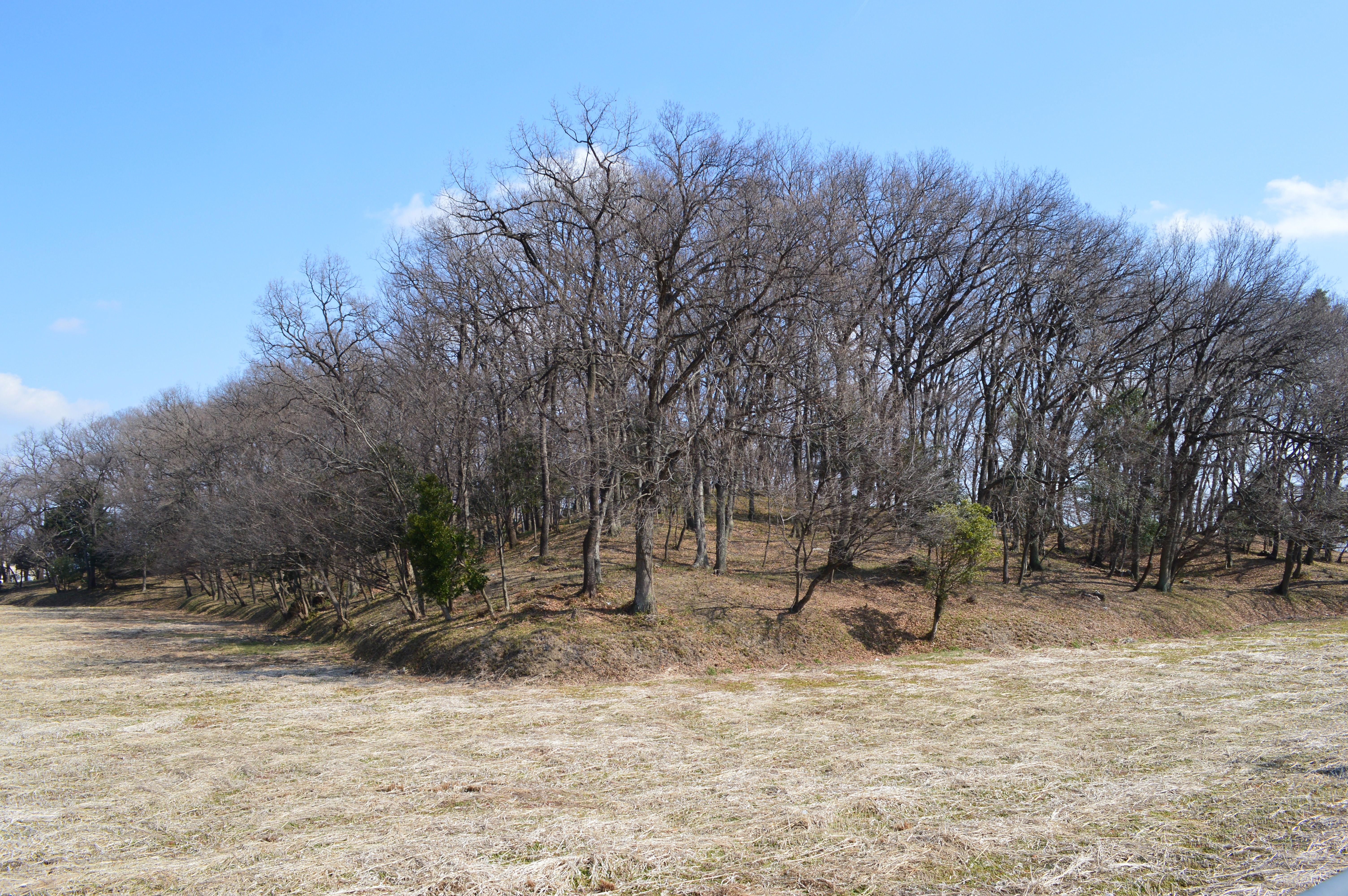
前方部
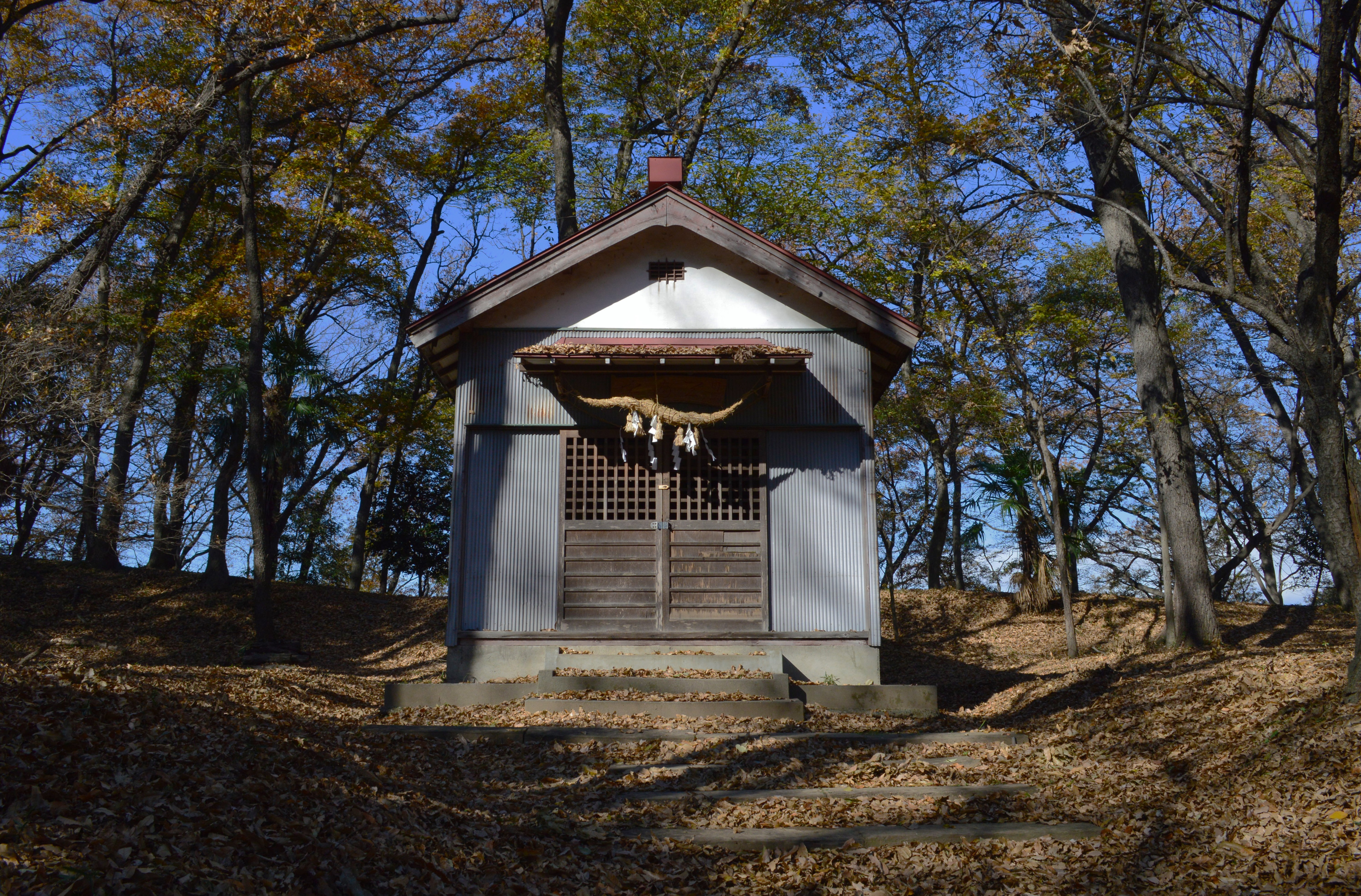
鞍部の天神社
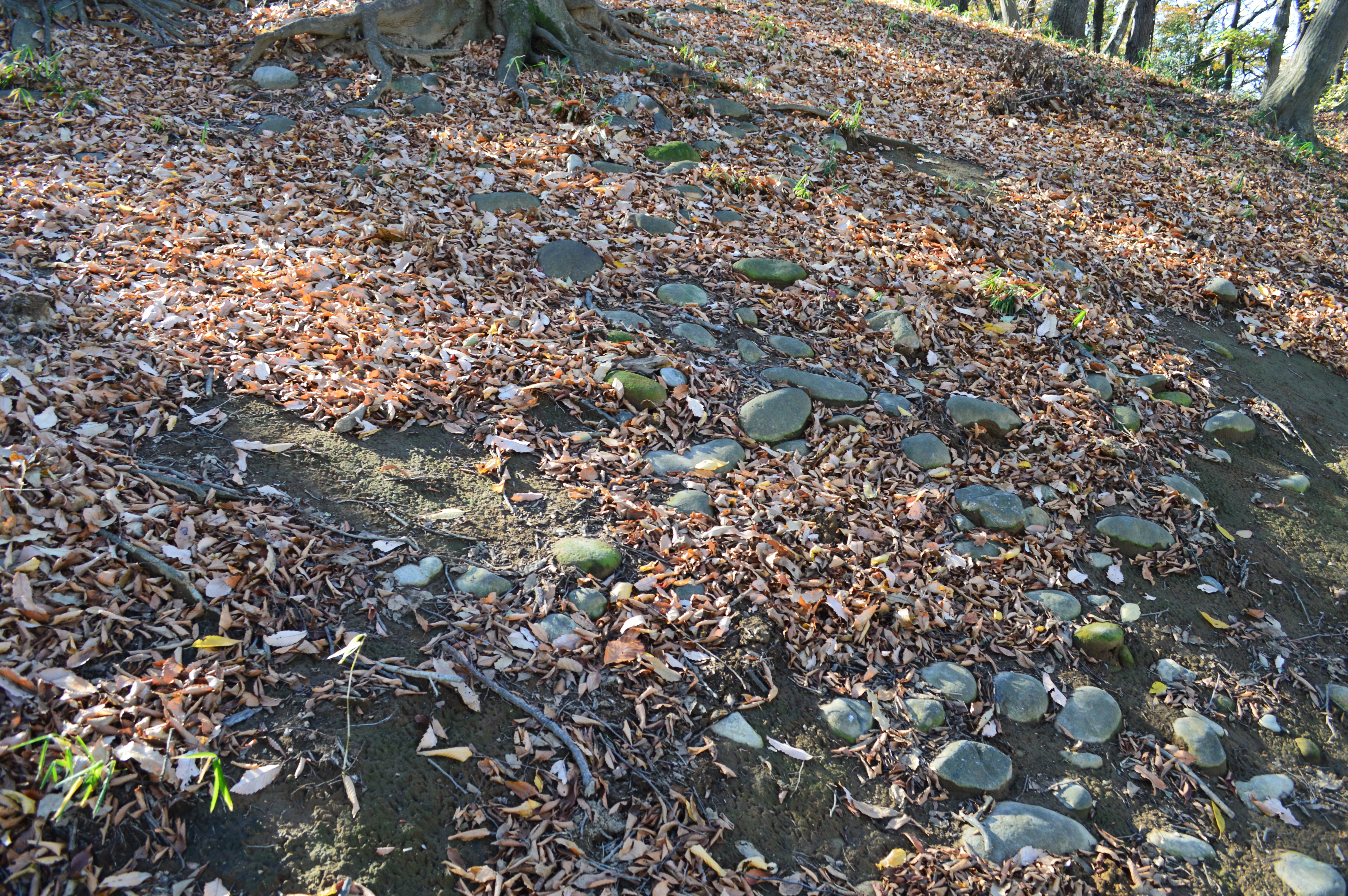
露出した葺石

## 埋葬施設

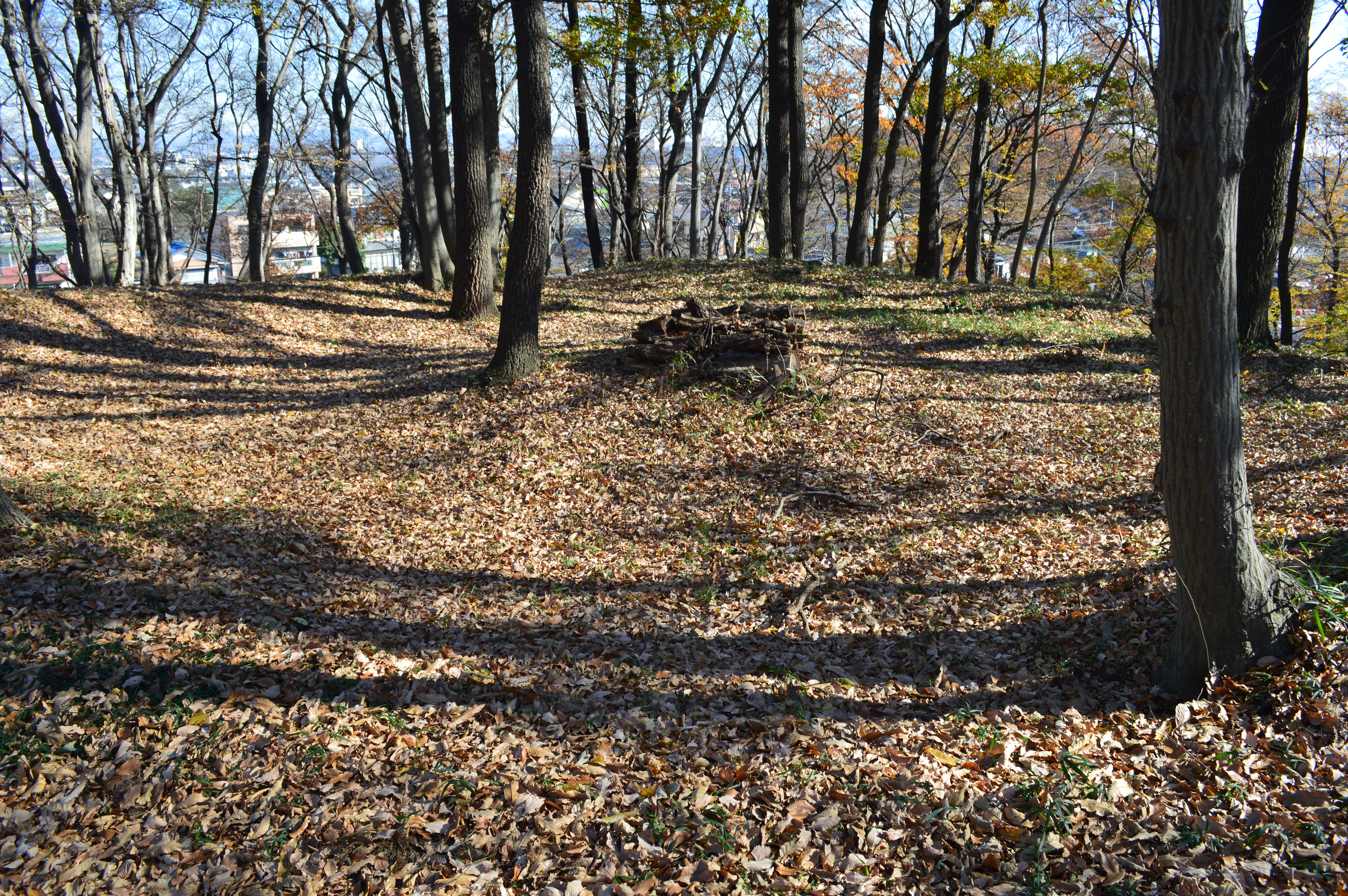
後円部墳頂中央には盗掘に伴う陥没。

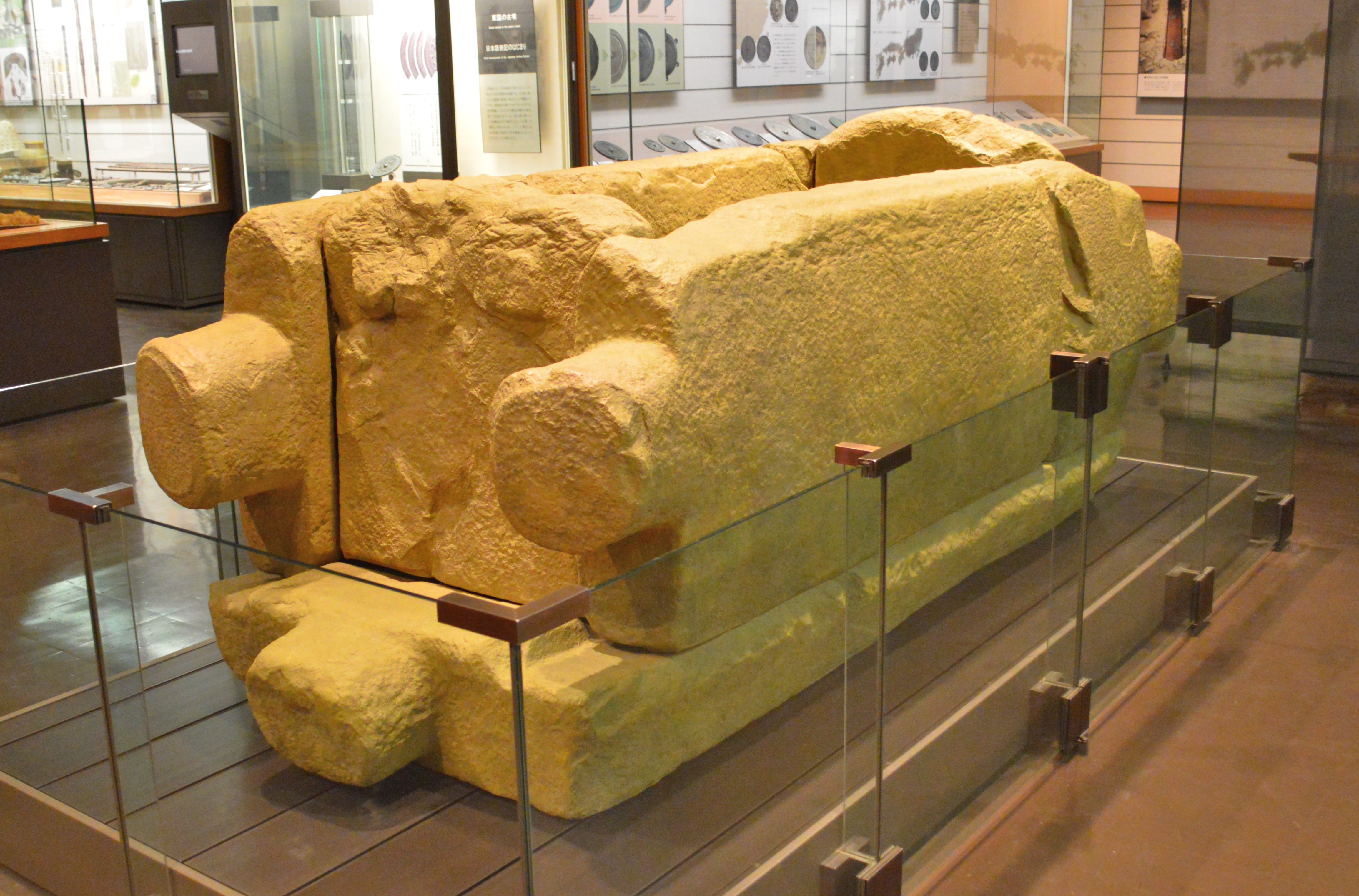
長持形石棺の例（参考画像）お富士山古墳出土棺の複製。国立歴史民俗博物館展示。

埋葬施設は未調査のため明らかとなっていないが、後円部墳頂の平坦面において竪穴式の施設が想定されている。しかしすでに盗掘を受けているため、現在の墳頂部は盗掘壙により陥没し、周辺には盗掘由来と見られる小砂礫が散在する状態である。また後円部南側の裾には、石棺部材と見られる石材の一部が転落した状態で残存する。この石材は群馬産の緑色凝灰質砂岩で、乳頭状突起を有する特徴から、組合式長持形石棺の部材の一部と見られている。
天神山古墳の石棺に関する記録としては、江戸時代の元文3年（1738年）に幕府に提出された「新田金山石棺御尋聞書」が知られる。同文書によると、当時にはすでに古墳は盗掘を受けており、掘り出されていた一枚石が墓石として使用されていた。絵図には長さ9尺余（約2.7メートル：突起除く）・幅5尺余（約1.5メートル）・厚さ1尺余（約0.3メートル）の石材が描かれているが、両端にある縄掛け突起や表面に彫られた溝などから、長持形石棺の底石材であったとされる。この石材は、上記の現存石材とは寸法が異なるため別の部材と見られるが、現存石材以外の部材は行方不明のため詳細は明らかでない。
本古墳で使用された組合式の長持形石棺は、畿内の大王墓や地方最有力首長層にしか使用例のない珍しいものになる。東日本における長持形石棺の使用例には、他にお富士山古墳（伊勢崎市安堀町）出土棺のみが知られるが、天神山古墳出土棺はそのお富士山古墳出土棺を上回る規模になる。しかし両棺とも同一の製作技法であり、いずれも当地に派遣された畿内工人の手になると考えられることから、その背景として製作当時において上毛野の首長と畿内王権とが同盟関係にあったことが推測される。

## 出土品
太田天神山古墳からの出土品には、家形石製模造品があったと伝わる。また、前述の水鳥形埴輪・円筒埴輪のほか家形埴輪・器財形埴輪等の埴輪類や、土師器数種が検出されている。現在、それらの一部は太田市立新田荘歴史資料館（太田市世良田町）などで展示されている。

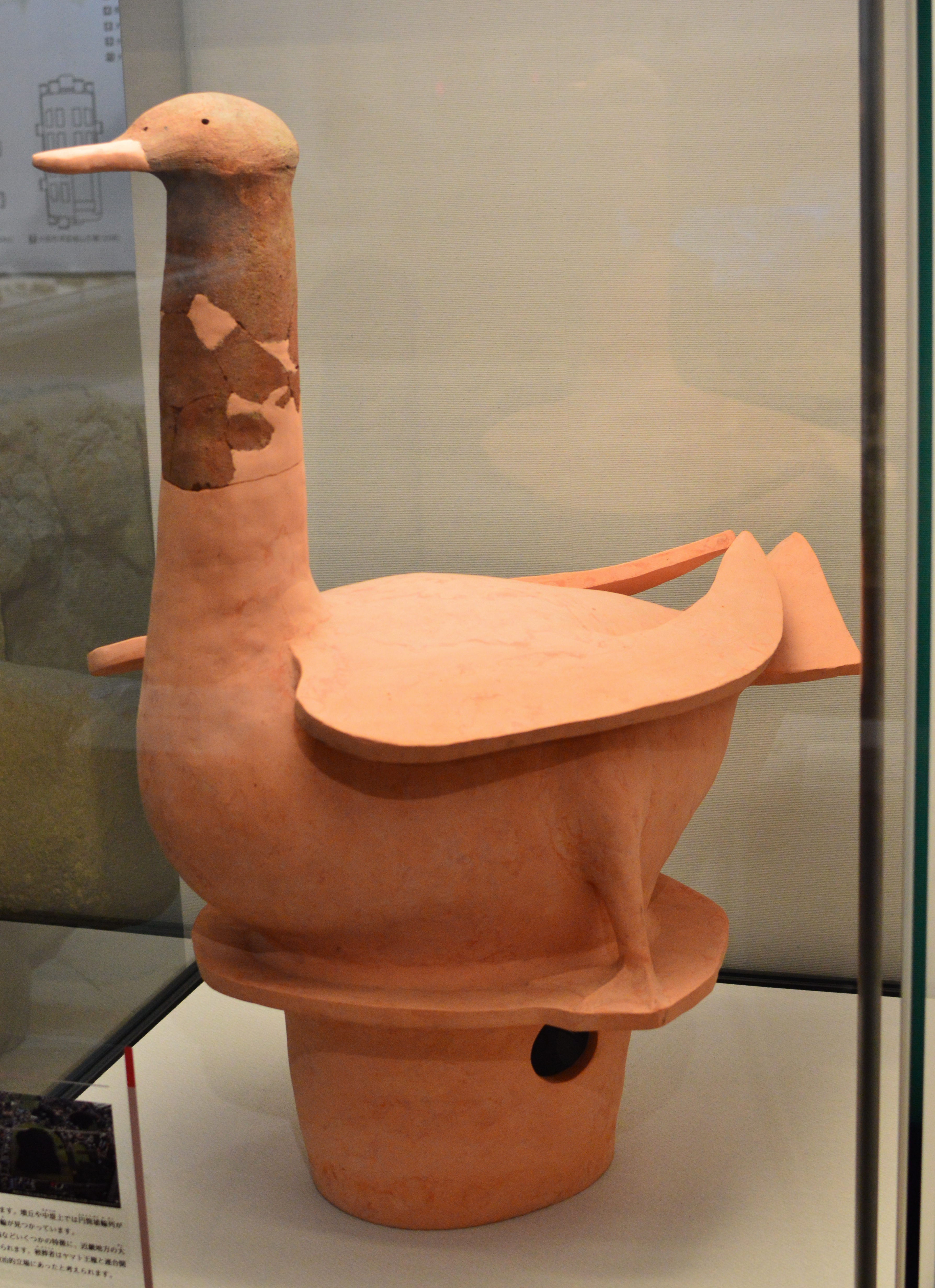
出土水鳥形埴輪 群馬県立歴史博物館展示。

## 陪塚
天神山古墳の東北方には、陪塚と見られる円墳が残存する（A陪塚、北緯36度17分35.45秒 東経139度23分34.17秒）。規模は、直径36メートル・高さ3.2メートル。天神山古墳の主軸延長線上に概ね位置し、出土した円筒埴輪も天神山古墳出土品と同種になる。この陪塚の築造の背景として、大阪府羽曳野市の墓山古墳と陪塚の向墓山古墳の形態が指摘される。このA陪塚は『上毛古墳綜覧』では「九合村67号墳」として登載されている。
また、前方部南西隅の外堤上では古墳跡が認められており、こちらも天神山古墳の陪塚と想定されている（B陪塚、北緯36度17分29.79秒 東経139度23分19.50秒）。『上毛古墳綜覧』ではこの古墳の登載はない。なお、B陪塚では古くから横穴の存在が言い伝えられており、天神山古墳とは無関係の後期古墳の可能性がある。

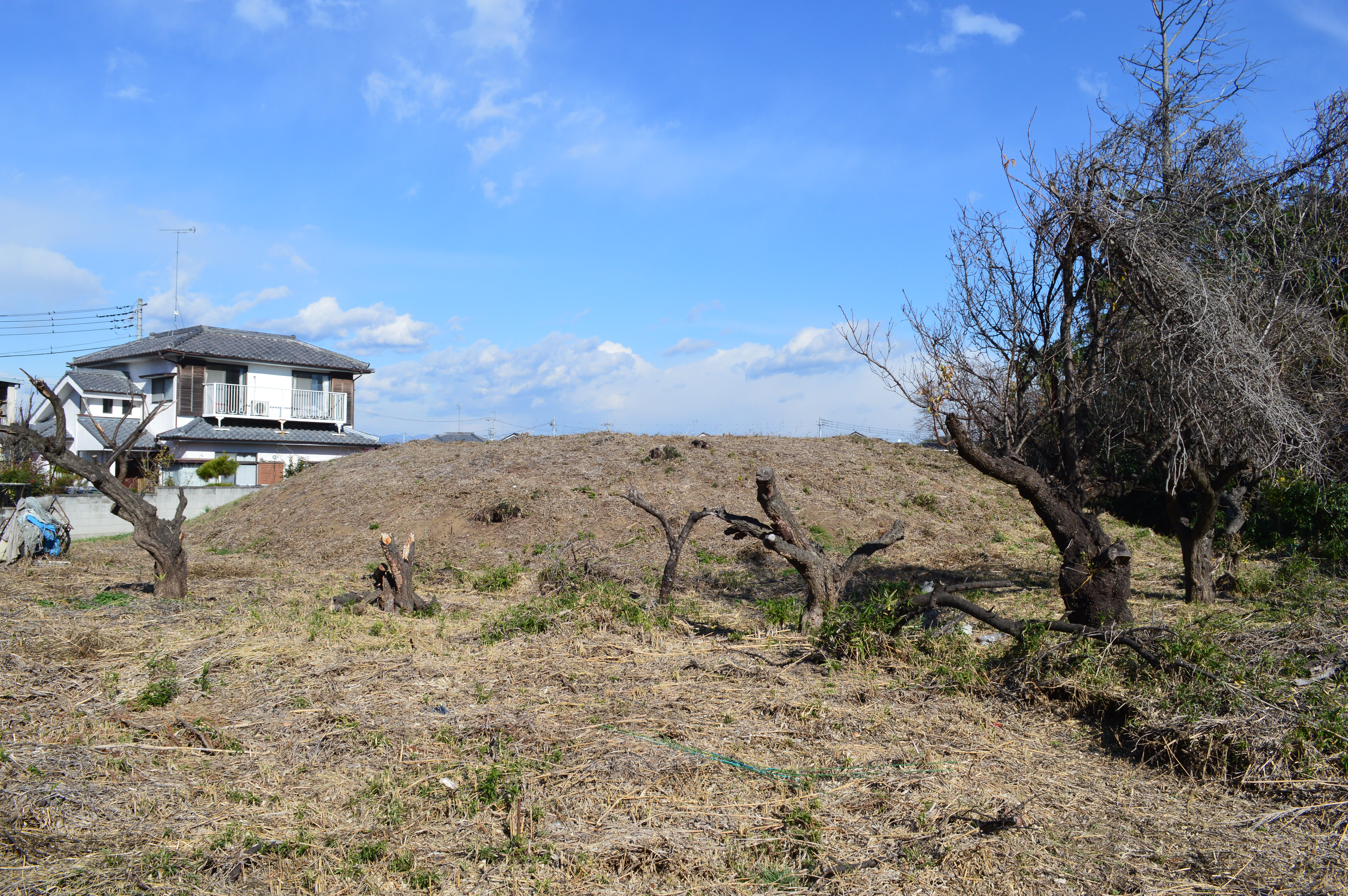
A陪塚
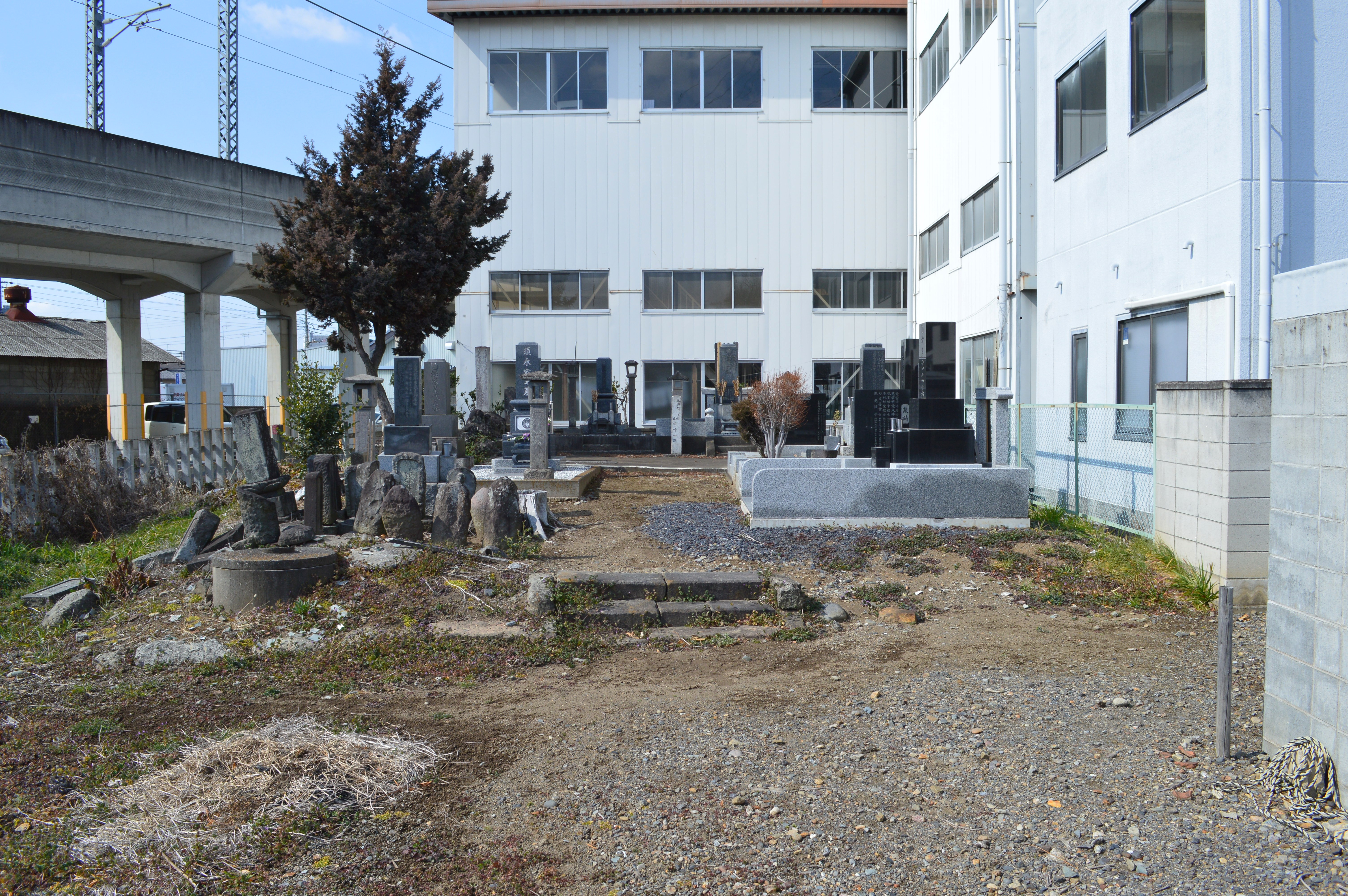
B陪塚想定地

## 文化財

### 国の史跡
- 天神山古墳 - 範囲は墳丘・内堀部分[3]。昭和16年1月27日指定[7]。

## 考証
天神山古墳は、その突出した規模や長持形石棺の存在から、上毛野地域全体を支配した広域首長の墓と見られている。その被葬者像の候補として「ヤマト王権にも対抗しうる『毛野政権』の首長」、「ヤマト王権から派遣された将軍」、「ヤマト王権を構成した同盟者」などの可能性が挙げられているが、未だ明らかでない。また、上毛野全域を支配域とする巨大古墳が築かれたのは天神山古墳1代限りであり、その後は前橋・高崎・藤岡地区に分かれ、各地域で同規模の豪族が割拠した（大室古墳群・保渡田古墳群・白石古墳群など）。
『日本書紀』では上毛野地域の氏族伝承として、対朝鮮外交で活躍した上毛野氏の記述があり、その上毛野氏一族と天神山古墳とを関係づける説もある。上毛野氏はヤマト王権の一員として外征に度々参加したが、その軍編成には上毛野全域に及ぶ支配権が必要であり、その支配権を象徴する天神山古墳の築造もその頃と推測されている。また、特に一族の荒田別（あらたわけ）について、「あらた」の読みから新田郡と関連づける説があり、新田郡の代表古墳たる天神山古墳の被葬者にこの荒田別を想定する説もある。
なお、北東にある女体山古墳被葬者と天神山古墳被葬者との関係は明らかでないが、前方後円墳と帆立貝形古墳から成る類似形態として、西都原古墳群（宮崎県西都市）の女狭穂塚（前方後円墳、180メートル）・男狭穂塚（帆立貝形古墳、175メートル）の例が指摘される。

## 現地情報
所在地
- 群馬県太田市内ケ島町1606-1ほか

交通アクセス
- 鉄道：東武伊勢崎線・桐生線・小泉線 太田駅 （県道2号線（東国文化歴史街道）を東へ徒歩約15分）

関連施設
- 太田市立新田荘歴史資料館（太田市世良田町） - 天神山古墳の出土埴輪等を展示。

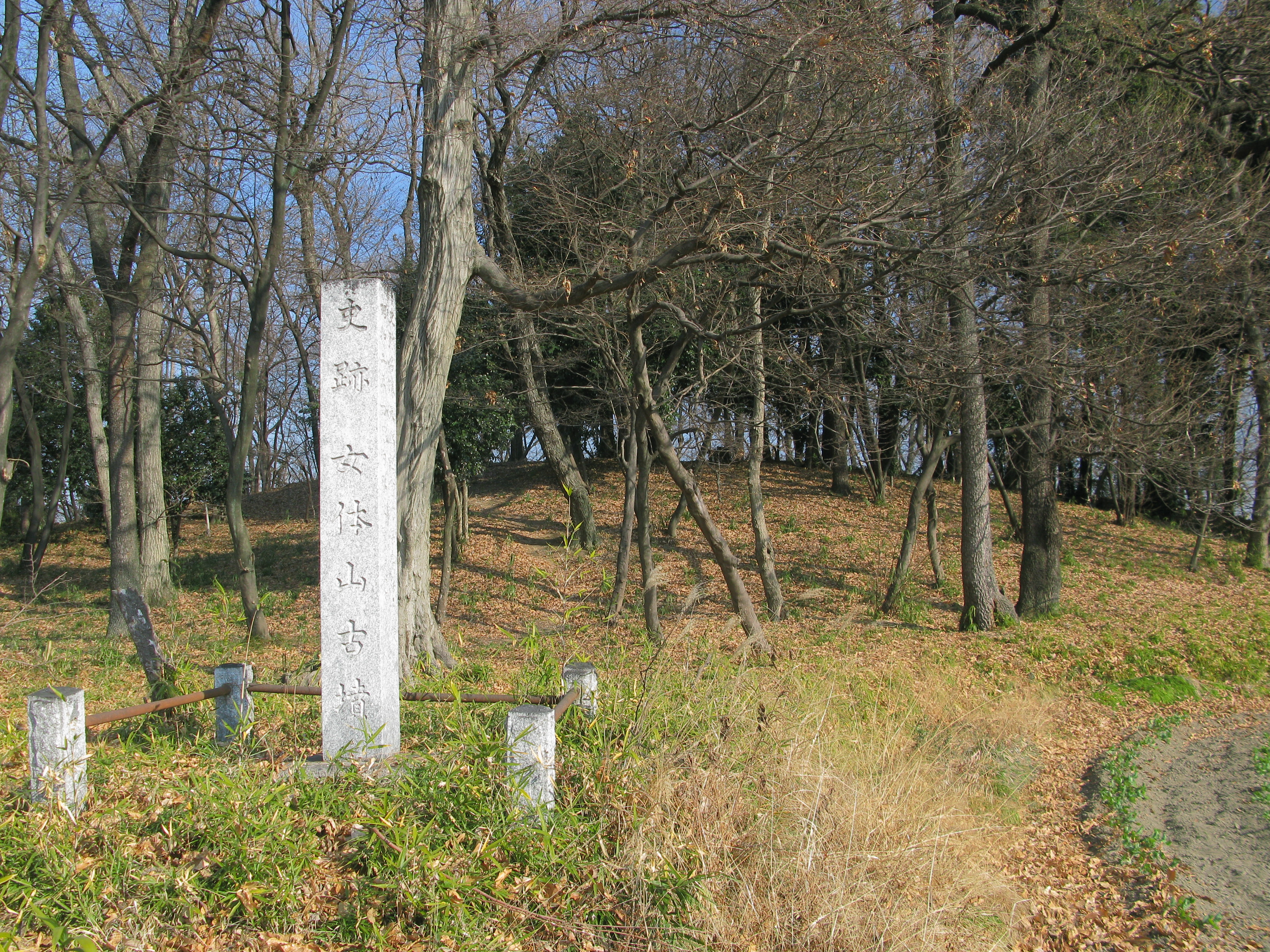
女体山古墳（国の史跡）

周辺
- 女体山古墳
国の史跡。天神山古墳北東約300メートルの地にある大型の帆立貝形古墳。「女体山」の名は、天神山古墳（男体山）に対するものである。墳丘長106メートルで、推定築造時期は5世紀前半から中期頃であるが、天神山古墳よりはやや先行する。墳丘主軸は天神山古墳と同一方向。『上毛古墳綜覧』では「九合村68号墳」として登載されている[23][12][24]。
- 目塚1号墳
内ケ島交差点付近に存在した古墳（非現存）。推定築造時期は5世紀中期頃で、出土埴輪は天神山古墳A陪塚のものと極似し、天神山古墳と関係する古墳になる。『上毛古墳綜覧』の記載からは漏れている[25]。